# Ring (Legnica)

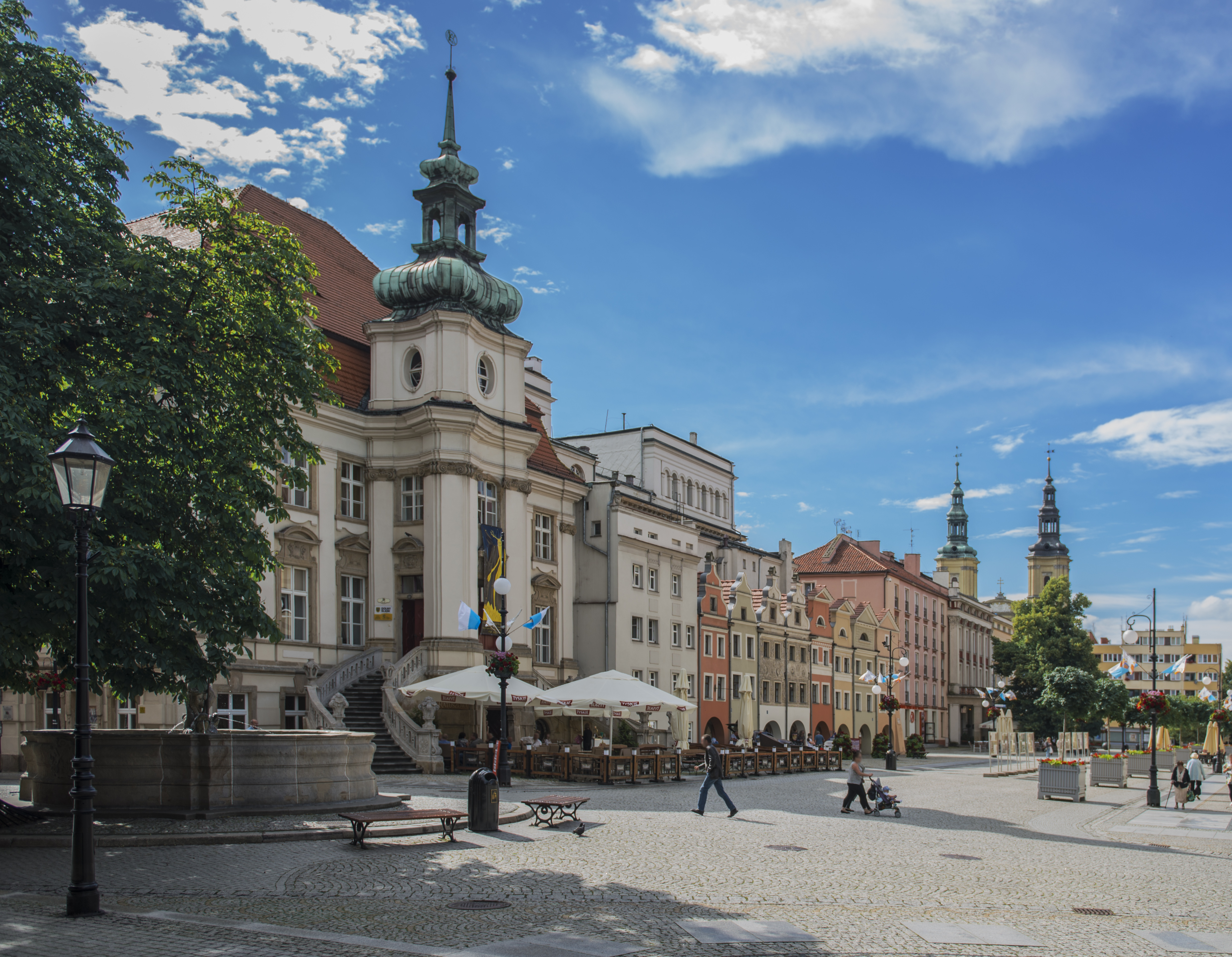
Liegnitzer Ring mit Alten Rathaus und den Heringsbuden

Der Ring (poln. Rynek) ist der zentrale Marktplatz der niederschlesischen Stadt Legnica (dt. Liegnitz). Der rechteckige Platz bildet den Mittelpunkt des historischen Ortskerns der Stadt.

## Lage und Beschreibung
Der Ring befindet sich im Zentrum des historischen Ortskerns von Liegnitz. Mehrere Straßen münden in den Platz. Im Süden verlaufen vom Ring in Richtung Südwesten die Złotoryjska-Straße (dt. Goldbergerstraße) sowie in Richtung Osten die  Najświętszej-Marii-Panny-Straße (dt. Liebfrauenstraße). Weiterhin wird der Ring im Süden durch den Plac Katedralny (dt. Kathedralenplatz) abgrenzt. Im Westen verlaufen die Chojnowska- (dt. Haynauerstraße) und Piekarska-Straße. Im Norden des Rings beginnen die Swietego-Jana- und Rycerska-Straße. An der Ostseite liegt der Beginn der Środkowa-Straße. 
Der Ring besitzt zwei Innenblöcke, die durch eine Gasse getrennt werden. 
Im Zweiten Weltkrieg wurde der Großteil der Randbebauung des Rings zerstört und in den 1960er Jahren in modernen Formen wiederaufgebaut. Die derzeitige Gestaltung des Platzes stammt aus dem Jahr 2008.

## Gebäude

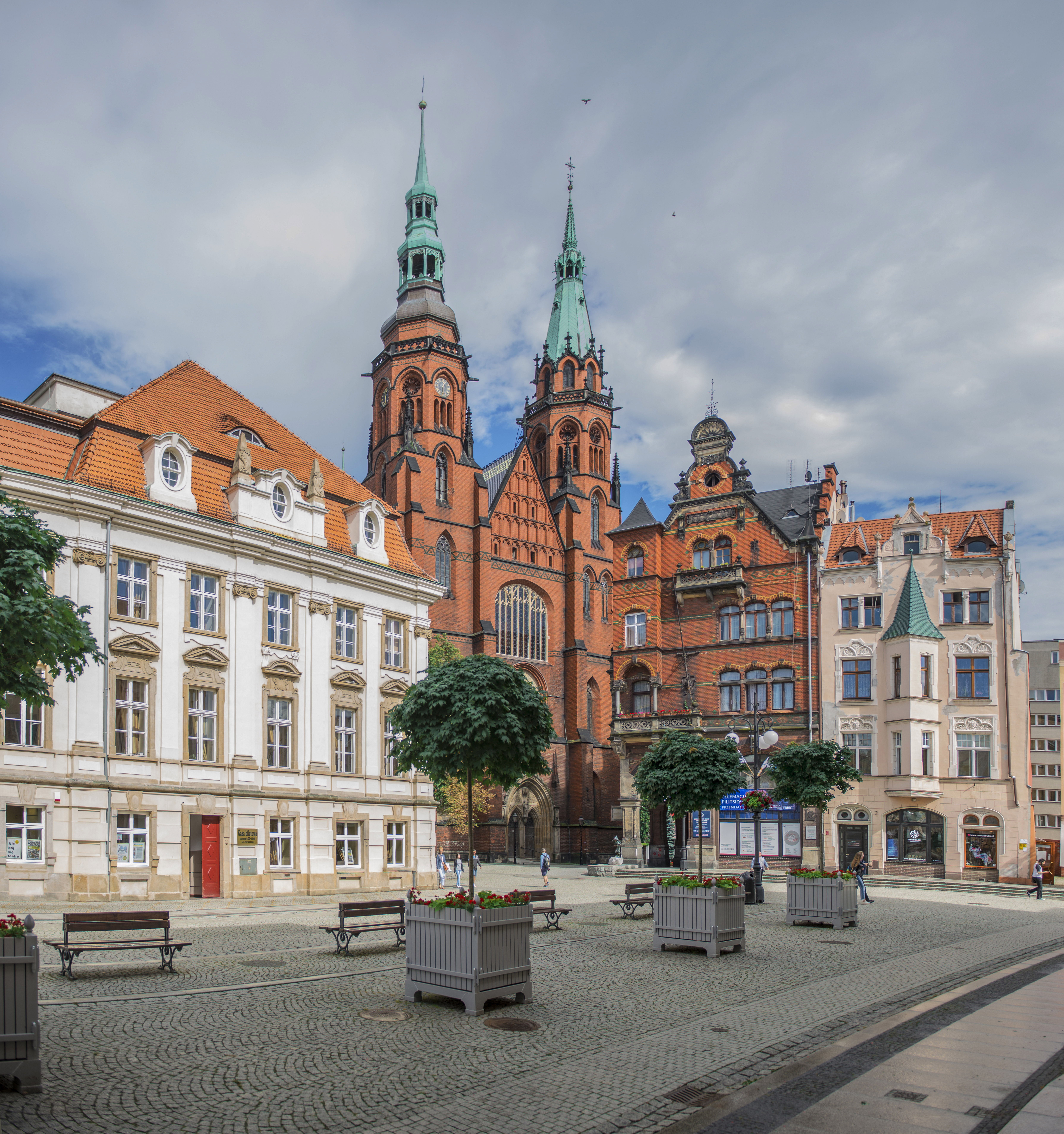
Blick vom Ring auf die Rückseite des Alten Rathaus und der Hauptfassade der Kathedrale St. Peter und Paul

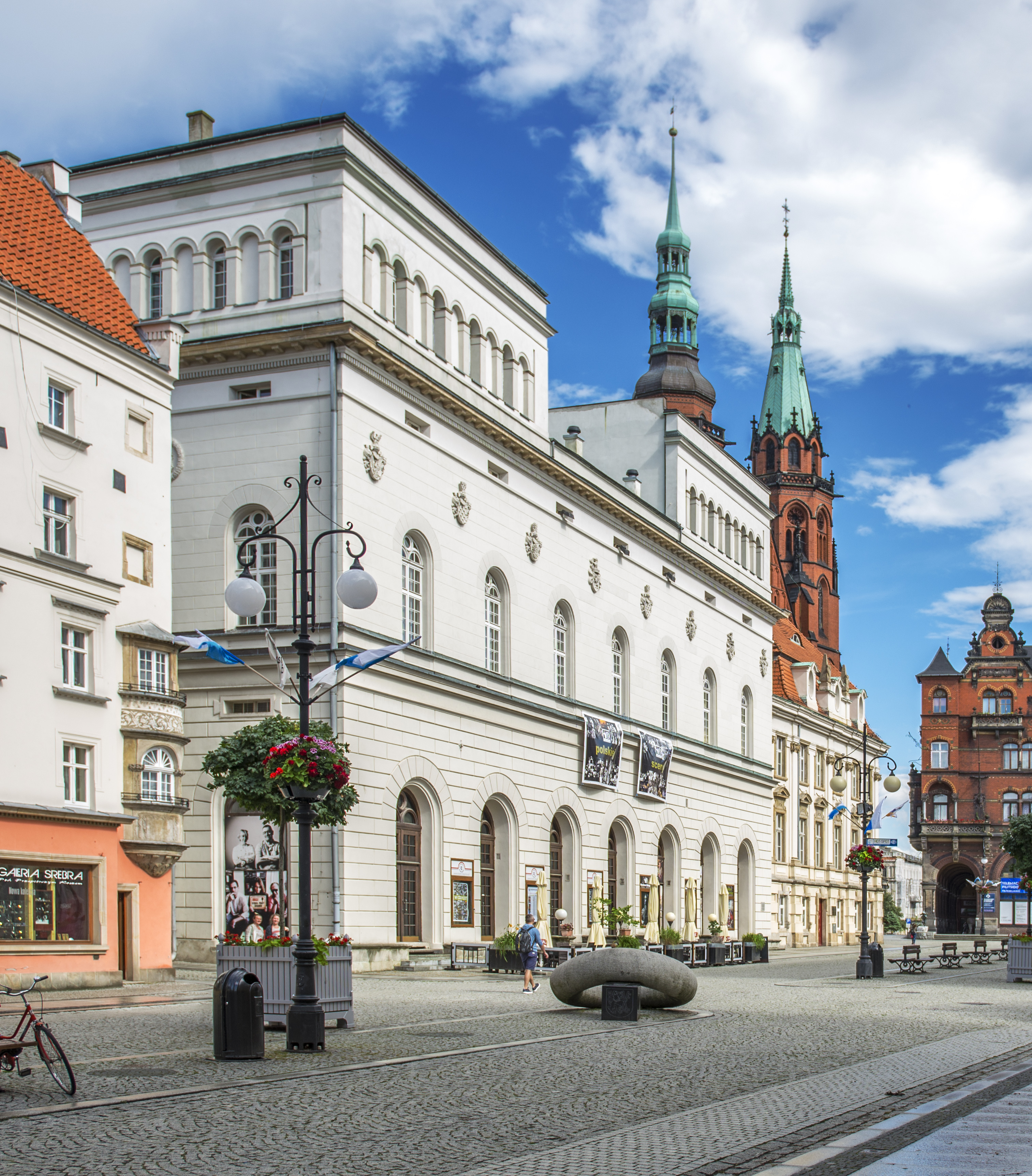
Stadttheater

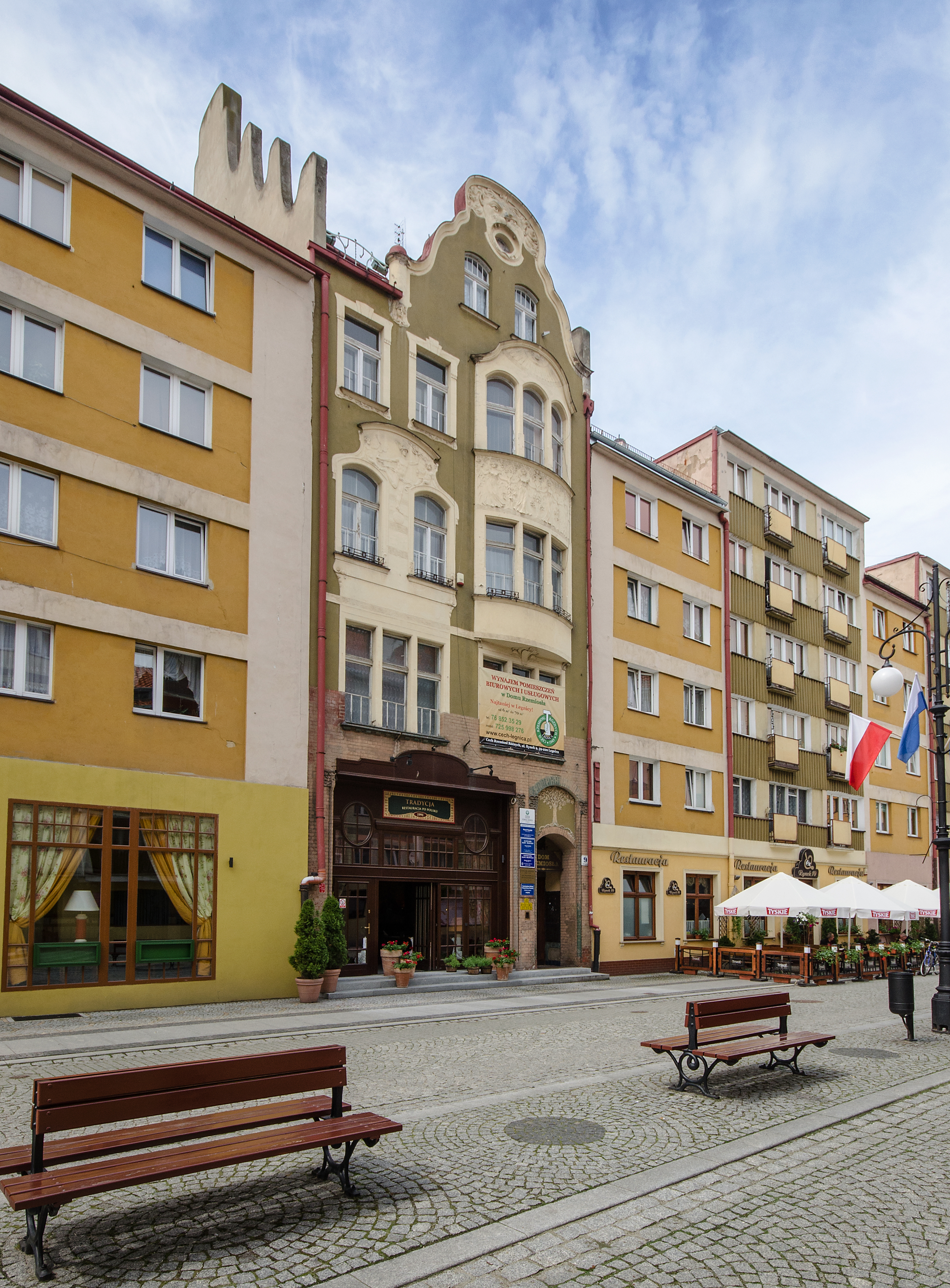
Haus Nr. 9 mit modernen Wohnhäusern aus den 1960er Jahren

Am Liegnitzer Ring befinden sich zahlreiche Bauwerke, die für die Geschichte der Stadt eine hohe Bedeutung aufweisen.

### Altes Rathaus
Das Alte Rathaus entstand zwischen 1737 und 1741 im Barockstil. Es befindet sich im südlichen Innenblock. Es zählt zu den Hauptsehenswürdigkeiten der Stadt. Heute wird das Gebäude von einem Theater genutzt. 

### Kathedrale St. Peter und Paul
Seit 1992 ist die im 14. Jahrhundert erbaute Kirche eine Kathedrale und bildet das Zentrum des Bistums Legnica. Die gotische dreischiffige Hallenkirche zählt zu den größten Gotteshäusern der Stadt und bildet den südlichen Abschluss des Rings. 

### Haus zum Wachtelkorb
Das Haus zum Wachtelkorb liegt inneren Block des Liegnitzer Rings mit der Adresse Rynek 38. Die Südfassade des Hauses besitzt Bilder mit einer Sgraffitotechnik aus dem 16. Jahrhundert sowie einem runden Erker. 

### Heringsbuden
An der nordwestlichen Seite des Innenblockes liegen die Heringsbuden, eine Reihe von acht Wohn- und Geschäftshäuser die zum Großteil aus dem 16. Jahrhundert stammen. Diese besitzen Fassaden im Stile der Renaissance, des Barocks sowie des Klassizismus. 

### Stadttheater
Das Theatergebäude befindet sich im südlichen Innenblock an der Westseite. Das Gebäude entstand auf dem Grundstück der alten Stadtwaage zwischen 1841 und 1842 nach einem Entwurf von Carl Ferdinand Langhans. Am 25. Dezember 1842 wurde das Stadttheater in Legnica offiziell eröffnet. Heute wird das Gebäude vom Theater Teatr im. Heleny Modrzejewskiej geführt.

### Hauptwache
An der Ostseite des nördlichen Innenblock liegt das Gebäude der ehemaligen Hauptwache. Das Gebäude entstand 1840. Nach dem Krieg wurde das Gebäude teilweise umgebaut und erhielt ein anderes Erscheinungsbild.

### Ring Nr. 9
Das Haus Ring Nr. 9 ist das einzige original erhaltene historische Bauwerk an der Westseite des Rings. Im Erdgeschoss befindet sich ein Café. Bis 1945 gab es hier zwei große Kaffeehäuser darunter das Kaffeehaus Grüner Baum und das Kaffeehaus Hindenburg.